# Polystichum scopulinum
Polystichum scopulinum (D.C.Eaton) Maxon è una specie di felci dai nomi comune di mountain holly fern (felce-agrifoglio di montagna) e rock sword fern (felce "spada nella roccia"). Essa è originaria del Nordamerica ed è nota dalla distribuzione disgiunta nel Canada orientale. Il suo habitat sono i terreni rocciosi e cresce spesso in pieno sole. Essa è piuttosto diffusa, ma prevalentemente la si trova in piccoli agglomerati e notoriamente è più abbondante nei terreni ricchi di serpentinite. Questa felce produce molte foglie diritte, strettamente lanceolate, lunghe fino a 50 cm, che si restringono alla base. Ogni foglia si divide in foglioline a loro volta lanceolate od oblunghe fino a 3 cm di lunghezza. Le foglioline dentellate sono talvolta girate sul loro asse sovrapponendosi.